# 縱帶指鰧
縱帶指鰧（學名：Dactyloscopus fimbriatus），為輻鰭魚綱䲁形目指鰧科指鰧屬的一個種，分布於東太平洋尼加拉瓜至厄瓜多海域，深度15至22公尺，本魚身體扁平，向尾部逐漸變細，頭大，上部扁平，前部圓而窄，眼突出，有柄，管狀鼻孔，兩唇均有皮瓣，上唇17個，下唇25個，鰓蓋緣有17個，背鰭起點於頸背，背鰭硬棘16枚、背鰭軟條33枚、臀鰭硬棘2枚、臀鰭軟條37枚，胸鰭條通常為13條，背鰭和臀鰭不透過膜與尾鰭基部連接，側線連續，在最後一根背棘下方向下彎曲，側線鱗片51枚，內側嘴有色素沉澱，頸背有深色網狀結構，背鰭基部前方有3-6個淺色小斑點，側面有3條深色條紋，尾鰭基部通常有一個黑斑，背部和肛門略帶褐色，體長可達7.6公分，棲息在沿海沙底質海床及河口區，生活習性不明。